# Jacques-André Lavier

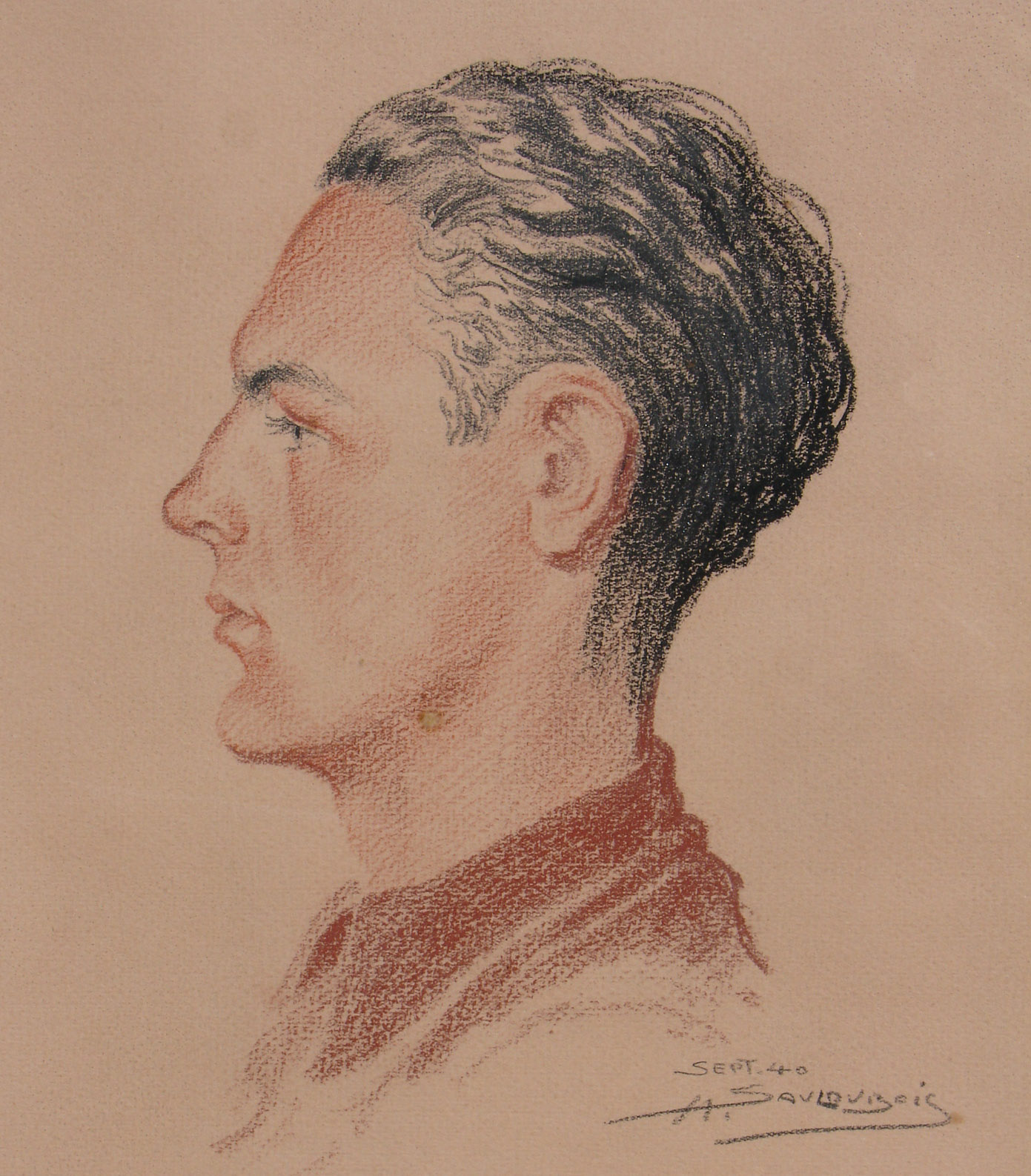
Portrait de Jacques-André Lavier par le peintre Henri Sauldubois (1940)

Jacques-André Lavier, né le 21 février 1922 à Montbéliard et mort le 20 octobre 1987 à Lyon, chirurgien-dentiste de formation, fut l’un des Occidentaux qui contribua à diffuser la médecine traditionnelle chinoise en France et en Europe dans les années 1960-1987 par son enseignement, ses publications et ses traductions de textes médicaux chinois.

## Biographie
Né à Montbéliard dans le Doubs en 1922, Jacques-André Lavier connaît une enfance peu commune à l’origine de son attrait pour l’Empire du Milieu. Une grave blessure à une jambe l’immobilise dans un fauteuil roulant pendant quatre ans. Privé d’une scolarité normale, il lit beaucoup et il est particulièrement marqué par la lecture de l’ouvrage du Père jésuite Léon Wieger sur les caractères chinois. 
À douze ans, Jacques-André Lavier y apprend les idéogrammes.
À l’issue de ses études à l’École de Chirurgie Dentaire et de Stomatologie de Paris, il obtient en 1953 son diplôme de Chirurgien-dentiste. Installé à Paris comme praticien dentaire libéral, il poursuit en parallèle des activités d’enseignant et de chercheur. En 1954, il est nommé Chef de Clinique en physiothérapie à l’École de Chirurgie Dentaire et de Stomatologie de Paris où il enseigne jusqu’à son départ de la capitale en 1959.
Ses premiers articles, parus en 1955, inaugurent une bibliographie fournie portant sur la nature et l’usage des points d’acupuncture en odonto-stomatologie.
Tout en poursuivant les activités précitées, Jacques-André Lavier approfondit ses connaissances en chinois et en acupuncture. En 1956, il écrit pour la première fois au Docteur WU Huei-Ping, alors Professeur d’acupuncture à Taipei, Président de la Société d’Acupuncture de Chine et Président de la Société d’Acupuncture de Taipei. Grâce à une correspondance assidue avec le Docteur WU et aux ouvrages et articles médicaux chinois que ce dernier lui envoie, Jacques-André Lavier développe ses recherches. Dès 1957, il est membre de la Medical Society of Acupuncturation and Cauterization of China.
Il adresse régulièrement à son mentor des mémoires sur l’acupuncture et est bientôt en mesure de lui proposer une traduction française de son livre, publiée à Paris en 1959.
À cette époque, les travaux du Docteur WU lui font découvrir l’importance de la tradition dans la médecine chinoise. À partir de 1958 et dans les années qui suivent, ses articles s’en font déjà l’écho.
Devenu Dentiste Conseil à la Sécurité sociale de Vannes dans le Morbihan en 1959, il poursuit ses travaux et ses traductions de traités médicaux chinois, qui aboutissent à la publication de ses premiers livres.
En 1961, Jacques André Lavier obtient le grade de médecin de l'Hôpital d'Acupuncture de Taipei.
Il quitte son poste de Dentiste Conseil et se consacre entièrement à la recherche et à l’enseignement de la médecine chinoise traditionnelle qu’il diffuse largement en France et en Europe. En 1963, il donne à Londres un séminaire qui aura des répercussions sur l’acupuncture britannique.
Ses travaux deviennent accessibles au monde anglo-saxon grâce aux traductions anglaises du Docteur Philip Chancelor.
En 1964, il est Docteur en acupuncture avant d'être nommé la même année Professeur à l'Hôpital d'Acupuncture de Taipei. 
À partir de 1965, il forme en Belgique un groupe de médecins acupuncteurs. En France, il fonde en 1965 le « Collège International de Médecine Chinoise » qui regroupe l’ensemble de ses élèves médecins.
L’appréhension de l’esprit traditionnel en médecine chinoise occupe le centre des recherches et de l’enseignement de Jacques-André Lavier dès le début des années 1960. Son principal atout est sa maîtrise du langage médical chinois, qui lui permet de puiser ses connaissances sans intermédiaire dans les sources écrites et les grands textes médicaux classiques. En dépit d’une forte réticence en raison de son statut de chirurgien-dentiste, il s’impose comme sinologue dans le domaine de la médecine chinoise traditionnelle.
À la suite de l’obtention de son Doctorat d’État en Chirurgie Dentaire en 1973, Jacques-André Lavier publie des ouvrages fondamentaux représentant l’aboutissement de ses années de travail sur la tradition et les caractères chinois des textes médicaux : Médecine chinoise médecine totale (1973), et Bioénergétique chinoise (1976).
En 1977 sont créées les deux institutions de recherche et d’enseignement qui encadreront ses activités jusqu’à la fin de sa vie : la Société Médicale d’Acupuncture Chinoise (SMAC), réunissant des médecins, et le Groupe d’Études et de Recherches en Odonto-Stomatologie (GEROS), rassemblant des chirurgiens-dentistes. C’est au sein de ces deux structures que Jacques-André Lavier poursuit ses travaux et transmet le fruit de ses recherches spécialisées sur les idéogrammes chinois médicaux et sur l’astronomie, son autre passion. Il restitue la science du ciel des anciens Chinois dans L’uranologie, éditée en 1985.
Il reçoit en 1979 la distinction de Chevalier dans l’Ordre des Palmes Académiques en reconnaissance de "ses qualités de pédagogue et de chercheur tenace fidèle à une probité intellectuelle". 
Les dernières années de sa vie sont consacrées à l’étude approfondie des caractères chinois et aux traductions des textes médicaux classiques, en particulier à celle du Nei Jing Su Wen, remaniée en fonction de l’évolution des nouvelles connaissances acquises.
Il s’éteint en 1987 à l’âge de 65 ans au terme d’une vie de transmission et de recherches, aujourd’hui poursuivies par ses anciens élèves appartenant à la SMAC et au GEROS, toujours existants, ainsi qu’à d’autres groupes médicaux.
En juin 2014, un Forum International lui a été consacré à Kunming par l'Université de Médecine Chinoise Traditionnelle du Yunnan. 
À cette occasion, une galerie exposant ses archives et ses objets personnels lui a été consacrée en Chine à Kunming en 2014, dans le Musée de la Médecine Chinoise en Occident dépendant de l’Université de Médecine Chinoise Traditionnelle du Yunnan. 
Il y côtoie George Soulié de Morant, précurseur et promoteur de l'acupuncture en France.

## Œuvres

### Articles

#### Articles sur l’acupuncture en odonto-stomatologie
- Extensions des possibilités thérapeutiques du courant galvanique en Odonto-Stomatologie, in Le dentiste de France 15e année - no 7, 1er avril 1955, 129-134
- Les échecs de l’ionophorèse et leurs remèdes, in L’information dentaire XXXVIIe année – no 39, 29 septembre 1955, 1418-1424
- La détection électrique des points d’acupuncture, in Tchong Yi Cheu Tchi (Médecine chinoise actuelle), Taiwan
- Quelques observations relatives à l’Acupuncture en Odoton-Stomatologie, in L’information dentaire no 5 – 40e année, 30 janvier 1958, 257-259
- A propos d’acupuncture, in L’information dentaire no 11 – 40e année, 13 mars 1958, 544-549
- Le mécanisme de l’ionophorèse, in L’information dentaire  no 23 – 40e année, 5 juin 1958, 911-915
- Ce que peut apporter la médecine chinoise traditionnelle en parodontologie. Les douze pouls classiques, in L’information dentaire no 51 – 40e année, 18 décembre 1958, 1639-1648
- La pratique de l’acupuncture chinoise en Odonto-Stomatologie. I – Les indications de l’acupuncture, in Cahiers Odonto-stomatologiques, cahier no 3/4, vol. 8, 1958, 67-74
- La pratique de l’acupuncture chinoise en Odonto-Stomatologie. II – La technique de l’acupuncture, in Cahiers Odonto-stomatologiques, cahier no 1, vol. 9, 1959, 15-37
- La pratique de l’acupuncture chinoise en Odoto-Stomatologie. III – Formulaire pratique, in Cahiers Odonto-stomatologiques, 1959, 1-14
- Mémoire sur la stérilisation galvanique des canaux radiculaires infestés, in Revue française d’Odonto-Stomatologie, tome VI no 2, février 1959, 223-242
- L’acupuncture chinoise dans le traitement de la douleur en Odonto-Stomatologie in Revue française d’Odonto-Stomatologie, tome VI no 4, avril 1959, 621-626, conférence présentée aux « 32èmes Journées Dentaires Internationales de Paris », novembre 1958
- Electrophysiologie des points d’acupuncture, in Bulletin de la Société d’Acupuncture no 32, 2e trimestre 1959, 11-23
- Avec le Dr R. BRUNET: Méridiens chinois et électro-narcose, in Bulletin de la Société d’Acupuncture no 32, 2e trimestre 1959, 25-29
- Les courants algotoniques dans le traitement des affections de la muqueuse buccale, in L’information dentaire no 2 – 42e année, 14 janvier 1960, 27-29
- Elektro-Physiologie der Akupunkturpunkte, in Deutsche Zeitschrift für Akupunktur, Ulm, Band IX, Heft 3, mai-juin 1960, 49-59
- Le point de vue de la Chine traditionnelle dans les affections bucco-dentaires, in L’information dentaire no 19 – 46e année, 7 mai 1964, 1729-1734

#### Articles sur l'acupuncture et la médecine chinoise
- Acupuncture – a question of tradition in Fitness and Health from Herbs, April 1963, 15-16
- Où en est l’acupuncture ?, in L’information dentaire no 19 – 45e année, 9 mai 1963, 1682-1684
- Le point de vue du médecin chinois, in L’Acupuncture, revue trimestrielle de l’organisation pour l’étude et le développement de l’acupuncture no 4, avril-mai-juin 1965, 8-13
- L’Acupuncture, la plus moderne des médecines. Le point de vue du médecin chinois, in Votre santé no 318, décembre 1965, 20-23
- Acupuncture–a « topical » remedy, in Organorama 4, Netherlands, 1969, 16-21
- Acupuncture, in Encyclopedia Universalis. Organum, 1968, 187-190
- Médicaux (systèmes): Médecine chinoise, in Encyclopedia Universalis, vol. 10, 1968, 709-712

### Traductions
- Dr WU Wei-P’ing: Formulaire d’acupuncture. La science des aiguilles et des cautérisations chinoises, Maloine, Paris 1959

### Livres
- Théorie et pratique de l’acupuncture, selon le Docteur WU Wei-P’ing et la tradition médicale chinoise, Maloine, Paris 1960
- Ce qu’il faut savoir sur l’acupuncture. La médecine millénaire des Chinois, Maloine, Paris 1961
- Mémento d’acupuncture chinoise, Maloine, Paris 1961
- Les bases traditionnelles de l’Acupuncture chinoise. Les définitions essentielles de la Bio-énergétique chinoise dans la terminologie des acupuncteurs, Maloine, Paris 1964
- Le micro-massage chinois et les techniques qui en dérivent, Maloine, Paris 1965. 1re édition 1965, 2e édition 1969, 3e édition 1978
- Histoire, doctrine et pratique de l’acupuncture chinoise, Tchou, Paris 1966. Nouvelles impressions par Marabout, Verviers, Belgique, and par Laffond, Paris.
- Vademecum d’acupuncture symptomatique, Maloine, Paris. 1re édition 1968, 2e édition 1975, réimpression 1985
- Les secrets du Yi King. Le Livre de la Terre et du Ciel, 1re édition Tchou, Paris 1969. 2e édition Sand, Paris 1984
- Utilisation manuelle des points chinois d’acupuncture du visage en esthétique, Maloine, Paris. 1re édition 1973, 2e édition 1977
- Médecine chinoise médecine totale, Grasset, Paris 1973. Couronné par la “Société des Belles Lettres”, Paris.
- Bio-énergétique chinoise, Maloine, Paris. 1re édition 1976, réimpression 1983
- Uranologie chinoise, Maloine, Paris 1985
- Nei Tching Sou Wen, Pardès, Puiseaux 1990